# The Hashish Eater, Or The Apocalypse Of Evil
The Hashish Eater, Or The Apocalypse Of Evil – poemat amerykańskiego prozaika i poety Clarka Ashtona Smitha, opublikowany w 1922 w tomie Ebony and Crystal: Poems in Verse and Prose. Utwór jest napisany wierszem białym, znanym jako blank verse, czyli nierymowanym pentametrem jambicznym, to znaczy sylabotonicznym dziesięciozgłoskowcem, w którym akcenty są ustabilizowane na parzystych sylabach wersu (x ' x ' x ' x ' x '). Uchodzi za najbardziej wypracowany wiersz poety.